# Luca Minetti
Luca Minetti (Genova, 26 novembre 1974) è un ex pallanuotista e allenatore di pallanuoto italiano, allenatore della squadra maschile della Rari Nantes Florentia.

## Biografia
Vanta la vittoria di tre campionati francesi e di una Coppa di Francia con la calottina dell'Olympic Nice, mentre nel 2012 con la Rari Nantes Florentia ha disputato la finale di Coppa LEN. Dopo il ritiro, avvenuto nel 2014, intraprende la carriera di allenatore nelle giovanili della R.N. Florentia.
Nel 2019 e nel 2025 è vice-allenatore della nazionale italiana Under 19. Nel giugno 2024, alla guida della R.N. Florentia (assunta quattro anni prima), ha conquistato la promozione in Serie A1.
In occasione della finale del calcio storico fiorentino del 15 giugno 2024 riveste il prestigioso ruolo di magnifico messere insieme all’ex calciatore Frank Ribery.

## Palmarès
- Campionato francese: 3

Olympic Nice: 1998, 1999, 2000
- Coupe de France: 1

Olympic Nice: 2000